# الجيش الحادي والعشرون (الفيرماخت)
الجيش الحادي والعشرون جيشًا ميدانيًا ألمانيًا في الحرب العالمية الثانية.
في 27 أبريل 1945، قرب نهاية الحرب في أوروبا تم تشكيل الجيش الحادي والعشرين من المقر الرئيسي، الجيش الرابع  كجزء من مجموعة جيوش فيستولا ( Heeresgruppe Weichsel ) وقاتل حتى 8 مايو 1945.

## القادة
| Name | Took office         | Left office                                            | Party         | Party      |         |
| ---- | ------------------- | ------------------------------------------------------ | ------------- | ---------- | ------- |
| 1    | كيرت فون تيبيلسكيرخ | General der Infanterie كيرت فون تيبيلسكيرخ (1891–1957) | 27 April 1945 | 8 May 1945 | 11 أيام |

 قائد
| <abbr title="<nowiki>Number</nowiki>">لا. |                     | تولى منصبه                                                               | ترك المكتب    | الوقت في منصبه |         |
| ----------------------------------------- | ------------------- | ------------------------------------------------------------------------ | ------------- | -------------- | ------- |
| 1                                         | كيرت فون تيبيلسكيرخ | General der Infanterie </br> كيرت فون تيبيلسكيرخ </br> (1891–1957) </br> | 27 أبريل 1945 | 8 مايو 1945    | 11 أيام |

## اقتباسات
1. ↑  Ziemke 2002.
2. 1 2  Tessin 1970، صفحة 153.